# Wo gehest du hin?
Wo gehest du hin? (BWV 166) ist eine Kirchen-Kantate von Johann Sebastian Bach. Er komponierte sie in Leipzig für den vierten Sonntag nach Ostern, Cantate, und führte sie am 7. Mai 1724 erstmals auf.

## Geschichte und Worte
Bach schrieb die Kantate in Leipzig für den Sonntag Cantate, den vierten Sonntag nach Ostern. Die vorgeschriebenen Lesungen für den Sonntag waren 1 Petr 2,11–20  und Joh 16,16–23  aus den Abschiedsreden Jesu. Der unbekannte Dichter benutzte die Frage aus dem Evangelium für den ersten Satz der Kantate, den Bach dem Bass als der Vox Christi zuwies. Als dritten Satz setzte er die dritte Strophe des Chorals Herr Jesu Christ, ich weiß gar wohl (1582) von Bartholomäus Ringwaldt ein, als Schlusschoral Aemilie Juliane von Schwarzburg-Rudolstadts Wer weiß, wie nahe mir mein Ende (1688).

## Besetzung und Aufbau
Die Kantate ist besetzt mit drei Solisten, Alt, Tenor und Bass, vierstimmigem Chor nur im Schlusschoral, Oboe, zwei Violinen, Viola und Basso continuo.
1. (Bass): Wo gehest du hin
2. Aria (Tenor): Ich will an den Himmel denken
3. Choral (Sopran): Ich bitte dich, Herr Jesu Christ
4. Recitativo (Bass): Gleichwie die Regenwasser bald verfließen
5. Aria (Alt): Man nehme sich in acht
6. Choral: Wer weiß, wie nahe mir mein Ende

## Einspielungen
- Die Bach Kantate Vol. 32. Helmuth Rilling, Gächinger Kantorei, Bach-Collegium Stuttgart, Helen Watts, Aldo Baldin, Wolfgang Schöne. Hänssler, 1978.
- J. S. Bach: Das Kantatenwerk – Sacred Cantatas Vol. 9. Gustav Leonhardt, Tölzer Knabenchor, Collegium Vocale Gent, Leonhardt Consort, Solist des Tölzer Knabenchors, Paul Esswood, Kurt Equiluz, Max van Egmond. Teldec, 1987.
- J. S. Bach: Complete Cantatas Vol. 9, Ton Koopman, Amsterdam Baroque Orchestra & Choir, Bernhard Landauer, Christoph Prégardien, Klaus Mertens. Antoine Marchand 1998
- Bach Cantatas Vol. 24: Altenburg/Warwick. John Eliot Gardiner, Monteverdi Choir, English Baroque Soloists, Robin Tyson, James Gilchrist, Stephen Varcoe. Soli Deo Gloria, 2000.
- J. S. Bach: Cantatas Vol. 19. (Cantatas from Leipzig 1724). Masaaki Suzuki, Bach Collegium Japan, Robin Blaze, Makoto Sakurada, Stephan MacLeod. BIS, 2001.
- Wo gehest du hin? Rudolf Lutz, Chor und Orchester der J. S. Bach-Stiftung, Michi Gaigg (Konzertmeisterin), Terry Wey, Gerd Türk, Markus Volpert. Katharina Hoby-Peter (Reflexion.) DVD. Gallus-Media, 2008.